# Hwang Hee-chan
Hwang Hee-chan (en coreano: 황희찬; Chuncheon, Gangwon, 26 de enero de 1996) es un futbolista surcoreano que juega como delantero en el Wolverhampton Wanderers F. C. de la Premier League de Inglaterra.

## Trayectoria
En enero de 2015 llegó al fútbol europeo tras fichar por el Red Bull Salzburgo austriaco, inicialmente para jugar en el F. C. Liefering.
El 31 de agosto de 2018 el Hamburgo S. V. logró su cesión por una temporada. Finalizado el préstamo, regresó a Salzburgo, donde estuvo un año más hasta que, el 8 de julio de 2020, fue traspasado al R. B. Leipzig.
El 29 de agosto de 2021 el conjunto germano le cedió una temporada al Wolverhampton Wanderers F. C. que se guardaba una opción de compra al final de la misma. El 26 de enero de 2022 el equipo inglés comunicó que ejercía dicha opción y que el jugador firmaba un contrato hasta junio de 2026.

## Selección nacional
| Selección          | Año       | Partidos | Goles |
| ------------------ | --------- | -------- | ----- |
| Selección sub-17   | 2011-2012 | 7        | 7     |
| Selección sub-20   | 2013-2014 | 12       | 6     |
| Selección sub-23   | 2015-2018 | 22       | 5     |
| Selección absoluta | 2016-     | 73       | 16    |

### Goles internacionales
| #  | Fecha                    | Lugar                                                  | Oponente               | Gol | Resultado | Competición                                |
| -- | ------------------------ | ------------------------------------------------------ | ---------------------- | --- | --------- | ------------------------------------------ |
| 1  | 13 de junio de 2017      | Estadio Jassim Bin Hamad, Doha, Catar                  | Catar                  | 2–2 | 2–3       | Clasificación para la Copa Mundial de 2018 |
| 2  | 27 de marzo de 2018      | Estadio de Silesia, Chorzów, Polonia                   | Polonia                | 2–2 | 2–3       | Amistoso                                   |
| 3  | 22 de enero de 2019      | Estadio Al-Rashid, Dubái, Emiratos Árabes Unidos       | Baréin                 | 1–0 | 2–1       | Copa Asiática 2019                         |
| 4  | 10 de octubre de 2019    | Estadio Hwaseong, Hwaseong, Corea del Sur              | Sri Lanka              | 3–0 | 8–0       | Clasificación para la Copa Mundial de 2022 |
| 5  | 17 de noviembre de 2020  | BSFZ-Arena, Maria Enzersdorf, Austria                  | Catar                  | 1–0 | 2–1       | Amistoso                                   |
| 6  | 9 de junio de 2021       | Estadio de Goyang, Goyang, Corea del Sur               | Sri Lanka              | 4–0 | 5–0       | Clasificación para la Copa Mundial de 2022 |
| 7  | 11 de noviembre de 2021  | Estadio de Goyang, Goyang, Corea del Sur               | Emiratos Árabes Unidos | 1–0 | 1–0       | Clasificación para la Copa Mundial de 2022 |
| 8  | 6 de junio de 2022       | Estadio Mundialista de Daejeon, Daejeon, Corea del Sur | Chile                  | 1–0 | 2–0       | Amistoso                                   |
| 9  | 23 de septiembre de 2022 | Estadio de Goyang, Goyang, Corea del Sur               | Costa Rica             | 1–0 | 2–2       | Amistoso                                   |
| 10 | 2 de diciembre de 2022   | Estadio Ciudad de la Educación, Rayán, Catar           | Portugal               | 2–1 | 2–1       | Copa Mundial de 2022                       |
| 11 | 17 de octubre de 2023    | Estadio Mundialista de Suwon, Suwon, Corea del Sur     | Vietnam                | 2–0 | 6–0       | Amistoso                                   |
| 12 | 16 de noviembre de 2023  | Estadio Mundialista de Seúl, Seúl, Corea del Sur       | Singapur               | 2–0 | 5–0       | Clasificación para la Copa Mundial de 2026 |
| 13 | 2 de febrero de 2024     | Estadio Al Janoub, Al Wakrah, Catar                    | Australia              | 1–1 | 2–1       | Copa Asiática 2023                         |
| 14 | 6 de junio de 2024       | Estadio Nacional de Singapur, Kallang, Singapur        | Singapur               | 7–0 | 7–0       | Clasificación para la Copa Mundial de 2026 |
| 15 | 10 de septiembre de 2024 | Complejo Deportivo del Sultan Qaboos, Mascate, Omán    | Omán                   | 1–0 | 3–1       | Clasificación para la Copa Mundial de 2026 |
| 16 | 20 de marzo de 2025      | Estadio de Goyang, Goyang, Corea del Sur               | Omán                   | 1–0 | 1–1       | Clasificación para la Copa Mundial de 2026 |

## Estadísticas

### Clubes
| Club                                     | Div.          | Temporada     | Liga  | Liga  | Copas nacionales | Copas nacionales | Copas internacionales | Copas internacionales | Total | Total |
| Club                                     | Div.          | Temporada     | Part. | Goles | Part.            | Goles            | Part.                 | Goles                 | Part. | Goles |
| ---------------------------------------- | ------------- | ------------- | ----- | ----- | ---------------- | ---------------- | --------------------- | --------------------- | ----- | ----- |
| F. C. Liefering · Austria                | 2.ª           | 2014-15       | 13    | 2     | —                | —                | —                     | —                     | 13    | 2     |
| F. C. Liefering · Austria                | 2.ª           | 2015-16       | 18    | 11    | —                | —                | —                     | —                     | 18    | 11    |
| F. C. Liefering · Austria                | Total club    | Total club    | 31    | 13    | 0                | 0                | 0                     | 0                     | 31    | 13    |
| Red Bull Salzburgo · Austria             | 1.ª           | 2015-16       | 13    | 0     | 1                | 0                | 0                     | 0                     | 14    | 0     |
| Red Bull Salzburgo · Austria             | 1.ª           | 2016-17       | 26    | 12    | 6                | 2                | 3                     | 2                     | 35    | 16    |
| Red Bull Salzburgo · Austria             | 1.ª           | 2017-18       | 20    | 5     | 3                | 3                | 14                    | 5                     | 37    | 13    |
| Hamburgo S. V. · Alemania                | 2.ª           | 2018-19       | 20    | 2     | 1                | 0                | —                     | —                     | 21    | 2     |
| Hamburgo S. V. · Alemania                | Total club    | Total club    | 20    | 2     | 1                | 0                | 0                     | 0                     | 21    | 2     |
| Red Bull Salzburgo · Austria             | 1.ª           | 2019-20       | 27    | 11    | 5                | 1                | 8                     | 4                     | 40    | 16    |
| Red Bull Salzburgo · Austria             | Total club    | Total club    | 86    | 28    | 15               | 6                | 25                    | 11                    | 126   | 45    |
| R. B. Leipzig · Alemania                 | 1.ª           | 2020-21       | 18    | 0     | 5                | 3                | 3                     | 0                     | 26    | 3     |
| R. B. Leipzig · Alemania                 | 1.ª           | 2021-22       | 2     | 0     | 1                | 0                | ―                     | ―                     | 3     | 0     |
| R. B. Leipzig · Alemania                 | Total club    | Total club    | 20    | 0     | 6                | 3                | 3                     | 0                     | 29    | 3     |
| Wolverhampton Wanderers F. C. Inglaterra | 1.ª           | 2021-22       | 30    | 5     | 1                | 0                | —                     | —                     | 31    | 5     |
| Wolverhampton Wanderers F. C. Inglaterra | 1.ª           | 2022-23       | 27    | 3     | 5                | 1                | —                     | —                     | 32    | 4     |
| Wolverhampton Wanderers F. C. Inglaterra | 1.ª           | 2023-24       | 29    | 12    | 2                | 1                | —                     | —                     | 31    | 13    |
| Wolverhampton Wanderers F. C. Inglaterra | 1.ª           | 2024-25       | 21    | 2     | 4                | 0                | ―                     | ―                     | 25    | 2     |
| Wolverhampton Wanderers F. C. Inglaterra | 1.ª           | 2025-26       | 1     | 0     | 0                | 0                | ―                     | ―                     | 1     | 0     |
| Wolverhampton Wanderers F. C. Inglaterra | Total club    | Total club    | 108   | 22    | 12               | 2                | 0                     | 0                     | 120   | 24    |
| Total carrera                            | Total carrera | Total carrera | 265   | 65    | 34               | 11               | 28                    | 11                    | 327   | 87    |
| 1. 2.                                    |               |               |       |       |                  |                  |                       |                       |       |       |

## Palmarés

### Títulos nacionales
| Título          | Club               | País    | Año  |
| --------------- | ------------------ | ------- | ---- |
| Bundesliga      | Red Bull Salzburgo | Austria | 2016 |
| Copa de Austria | Red Bull Salzburgo | Austria | 2016 |
| Bundesliga      | Red Bull Salzburgo | Austria | 2017 |
| Copa de Austria | Red Bull Salzburgo | Austria | 2017 |
| Bundesliga      | Red Bull Salzburgo | Austria | 2018 |
| Copa de Austria | Red Bull Salzburgo | Austria | 2020 |
| Bundesliga      | Red Bull Salzburgo | Austria | 2020 |